# Сула (Франция)
Сула́ (фр. Soula) — коммуна во Франции, находится в регионе Юг — Пиренеи. Департамент коммуны — Арьеж. Входит в состав кантона Фуа-Рюраль. Округ коммуны — Фуа.
Код INSEE коммуны — 09300.

## Население
Население коммуны на 2008 год составляло 210 человек.
| 1962 | 1968 | 1975 | 1982 | 1990 | 1999 | 2008 |
| ---- | ---- | ---- | ---- | ---- | ---- | ---- |
| 122  | 100  | 96   | 100  | 153  | 159  | 210  |

## Экономика
В 2007 году среди 131 человека в трудоспособном возрасте (15—64 лет) 99 были экономически активными, 32 — неактивными (показатель активности — 75,6 %, в 1999 году было 77,1 %). Из 99 активных работали 93 человека (49 мужчин и 44 женщины), безработных было 6 (2 мужчины и 4 женщины). Среди 32 неактивных 8 человек были учащимися или студентами, 16 — пенсионерами, 8 были неактивными по другим причинам.